# منتخب زيمبابوي تحت 20 سنة لاتحاد الرغبي
منتخب زيمبابوي تحت 20 سنة لاتحاد الرغبي هو ممثل زيمبابوي الرسمي في المنافسات الدولية في اتحاد الرغبي تحت 20 سنة.